# Anthony Avent
Anthony Avent, né le 18 octobre 1969 à Rocky Mount en Caroline du Nord, est un ancien joueur américain de basket-ball. Il évolue au poste d'ailier fort.